# Quận Stephens, Georgia
Quận Stephens (tiếng Anh: Stephens County) là một quận trong tiểu bang Georgia, Hoa Kỳ. Quận lỵ đóng ở thành phố Toccoa 6. Theo điều tra dân số năm 2000 của Cục điều tra dân số Hoa Kỳ, quận có dân số người 2. Ước tính dân số năm 2007 là 25.268 người.